# Hamed Haddadi
Hamed Haddadi (19 de maio de 1985) é um basquetebolista profissional iraniano.

## Carreira
Mesmo não sendo dratado no ano de 2004, Haddadi foi o primeiro iraniano a atuar na NBA, ele foi contrato pelo Memphis Grizzlies em 2008, atuando até 2013, quando foi trocado com o Toronto Raptors e posteriormente ao Phoenix Suns.

## Seleção
Hamed Haddadi integrou a histórica participação da Seleção Iraniana de Basquetebol, em Pequim 2008, que terminou na décima-primeira colocação. Ademais é tricampeão continental e sendo três vezes MVP do torneio em 2007, 2009 e 2013. E possui duas medalhas no Asian Games.

## Títulos
Seleção Iraniana
- FIBA Campeonato Asiático: 2007, 2009 e 2013

## Estatísticas na NBA

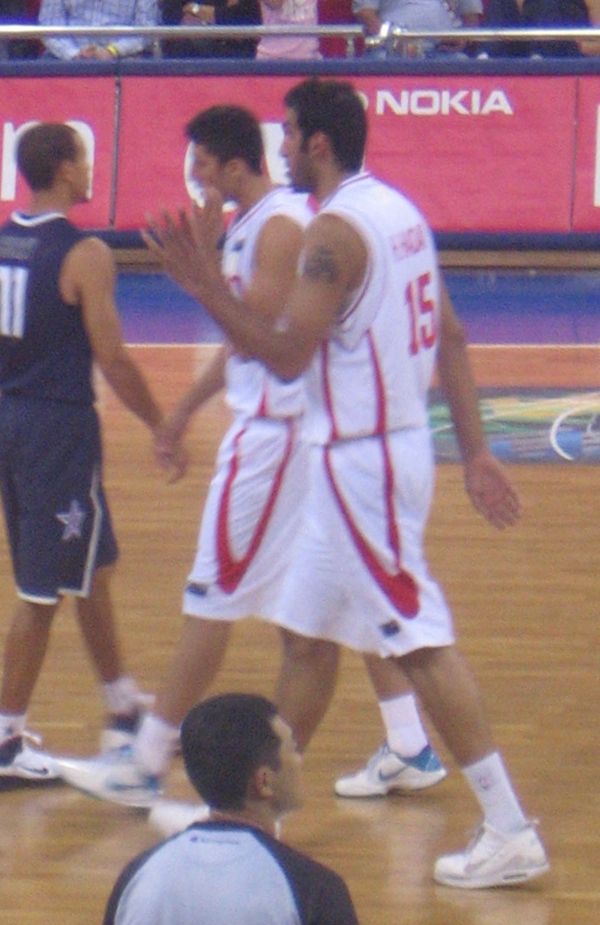
Haddadi atuando pelo Irã 2010

### Temporada regular
| Ano     | Equipe  | PJ  | PT | MPP  | %TC  | %3P  | %TL  | RPP | APP | ROB | TPP | PPP |
| ------- | ------- | --- | -- | ---- | ---- | ---- | ---- | --- | --- | --- | --- | --- |
| 2008-09 | Memphis | 19  | 0  | 6.3  | .484 | .000 | .600 | 2.5 | .4  | .1  | .6  | 2.5 |
| 2009-10 | Memphis | 36  | 0  | 6.7  | .387 | .000 | .737 | 2.1 | .3  | .0  | .4  | 1.7 |
| 2010-11 | Memphis | 31  | 0  | 5.4  | .517 | .000 | .652 | 2.2 | .2  | .1  | .4  | 2.4 |
| 2011-12 | Memphis | 35  | 0  | 5.9  | .542 | .000 | .692 | 2.0 | .2  | .0  | .7  | 2.0 |
| 2012-13 | Memphis | 13  | 0  | 6.7  | .333 | .000 | .500 | 1.8 | .3  | .1  | .5  | 1.2 |
| 2012-13 | Phoenix | 17  | 0  | 13.8 | .459 | .000 | .520 | 5.1 | .5  | .3  | 1.2 | 4.1 |
| Total   | Total   | 151 | 0  | 7.0  | .463 | .000 | .632 | 2.5 | .3  | .1  | .6  | 2.2 |

### Playoffs
| Ano   | Equipe  | PJ | PT | MPP | %TC   | %3P  | %TL  | RPP | APP | ROB | TPP | PPP |
| ----- | ------- | -- | -- | --- | ----- | ---- | ---- | --- | --- | --- | --- | --- |
| 2011  | Memphis | 9  | 0  | 3.4 | .300  | .000 | .833 | .9  | .0  | .0  | .6  | 1.2 |
| 2012  | Memphis | 4  | 0  | 5.3 | 1.000 | .000 | .500 | 2.3 | .3  | .0  | .5  | 1.3 |
| Total | Total   | 13 | 0  | 3.9 | .417  | .000 | .750 | 1.3 | .1  | .0  | .5  | 1.2 |